# Devaki
No Hinduísmo, Devaki é a mãe de Krishna, cuja história conta que depois de Krishna nascer, pediu que o levasse até Nanda, seu pai adotivo e pastor, marido de Yashoda. Devaki não podia ficar com Krishna, pois estava presa, e ao amanhecer, seu primo (ou irmão), Kansa, o mataria.